# Henri Antchouet
Henri Arnaud Antchouet Rebienot (ur. 2 sierpnia 1979 w Libreville) – piłkarz gaboński grający na pozycji napastnika.

## Kariera klubowa
Swoją karierę piłkarską Antchouet rozpoczął w klubie FC 105 Libreville. W 1998 roku zadebiutował w jego barwach w gabońskiej pierwszej lidze. W 1998 i 1999 roku dwukrotnie z rzędu wywalczył z nim mistrzostwo Gabonu. W 2000 roku odszedł do Canonu Jaunde, gdzie spędził pół sezonu.
Latem 2000 roku Antchouet wyjechał do Portugalii i został zawodnikiem trzecioligowego Leixões SC. W 2002 roku wywalczył z nim awans do drugiej ligi, a następnie odszedł do pierwszoligowego CF Os Belenenses z Lizbony. W Belenenses zadebiutował 25 sierpnia 2002 w zremisowanym 2:2 wyjazdowym meczu z FC Porto. Przez 3 lata gry w Belenenses strzelił 31 goli w lidze.
W 2005 roku Antchouet przeszedł do hiszpańskiego pierwszoligowca, Deportivo Alavés. W Primera División zadebiutował 11 września 2005 w meczu z Realem Sociedad (1:2). W 2006 roku został wypożyczony do Vitórii Guimarães (debiut: 15 stycznia 2006 w zremisowanym 0:0 wyjazdowym meczu z Naval 1º Maio), a następnie do saudyjskiego Asz-Szabab z Rijadu, z którym wywalczył mistrzostwo Arabii Saudyjskiej. Z kolei wiosną 2007 był wypożyczony do greckiej Larisy.
Od lata 2007 do lata 2009 Antchouet pozostawał bez przynależności klubowej po tym, jak otrzymał od Greckiej Federacji Piłkarskiej 2-letnią dyskwalifikację za zażywanie kokainy. Latem 2009 został zawodnikiem portugalskiego drugoligowego Estorilu Praia, a w sezonie 2010/2011 występował w Moreirense FC. W 2011 roku został piłkarzem indyjskiego Churchill Brothers SC. Następnie grał w rodzimym AC Bongoville i francuskim FC Gobelins Paris XIII.
| Sezon   | Klub                   | Kraj             | Rozgrywki                 | Mecze | Bramki |
| ------- | ---------------------- | ---------------- | ------------------------- | ----- | ------ |
| 1998    | FC 105 Libreville      | Gabon            | Championnat National D1   | ?     | ?      |
| 1999    | FC 105 Libreville      | Gabon            | Championnat National D1   | ?     | ?      |
| 2000    | Canon Jaunde           | Kamerun          | Première Division         | ?     | ?      |
| 2000/01 | Leixões SC             | Portugalia       | Segunda Divisăo B         | 31    | 13     |
| 2001/02 | Leixões SC             | Portugalia       | Segunda Divisăo B         | 36    | 12     |
| 2002/03 | CF Os Belenenses       | Portugalia       | Primeira Liga             | 22    | 9      |
| 2003/04 | CF Os Belenenses       | Portugalia       | Primeira Liga             | 30    | 10     |
| 2004/05 | CF Os Belenenses       | Portugalia       | Primeira Liga             | 26    | 12     |
| 2005/06 | Deportivo Alavés       | Hiszpania        | Primera División          | 3     | 0      |
| 2005/06 | Vitória SC             | Portugalia       | Primeira Liga             | 12    | 2      |
| 2006/07 | Asz-Szabab Rijad       | Arabia Saudyjska | Saudi Professional League | ?     | ?      |
| 2006/07 | AE Larisa              | Grecja           | Super League              | 8     | 2      |
| 2009/10 | GD Estoril Praia       | Portugalia       | Liga de Honra             | 19    | 5      |
| 2010/11 | Moreirense FC          | Portugalia       | Liga de Honra             | 30    | 12     |
| 2011/12 | Churchill Brothers     | Indie            | I-League                  | 32    | 18     |
| 2012/13 | Churchill Brothers     | Indie            | I-League                  | 24    | 14     |
| 2013/14 | Churchill Brothers     | Indie            | I-League                  | 4     | 0      |
| 2013/14 | AC Bongoville          | Gabon            | Championnat National D1   | ?     | ?      |
| 2014/15 | FC Gobelins Paris XIII | Francja          | DH Île-de-France          | ?     | ?      |
| 2015/16 | FC Gobelins Paris XIII | Francja          | DH Île-de-France          | ?     | ?      |
| 2016/17 | FC Gobelins Paris XIII | Francja          | DH Île-de-France          | ?     | ?      |

## Kariera reprezentacyjna
W reprezentacji Gabonu Antchouet zadebiutował w 1999 roku. W 2000 roku został powołany do kadry na Puchar Narodów Afryki 2000. Tam zagrał w jednym meczu, z Algierią (1:3).